# Нью-Уотерфорд
Нью-Уотерфорд (англ. New Waterford; ирл. Port Lairge Ùr) — городское сообщество в региональном муниципалитете Кейп-Бретон Новой Шотландии в Канаде.

## География
Ранее известный как Баррашуа (от barachois, что означает небольшой порт, лагуна или пруд), его нынешнее название, вероятно, происходит от ирландского морского порта Уотерфорд, откуда прибыли многие первые поселенцы. Добыча угля в окрестностях началась еще в 1854 году в Лингане, а затем в Лоу-Пойнте в 1865 году. Нью-Уотерфорд расположен к северо-востоку от Сидни в Новой Шотландии. Он расположен недалеко от океана и окаймлен с одной стороны скалами. Нью-Уотерфорд имеет довольно равнинную местность и поблизости расположено несколько озер с пресной водой.

## История
Первыми жителями этого района были микмаки, образ жизни которых был сосредоточен вокруг охоты и рыбалки.
Исторической отраслью Нью-Уотерфорда была добыча угля. Создание паровых машин во время промышленной революции привело к спросу на угольные месторождения Кейп-Бретона и северной материковой части Новой Шотландии. Добыча полезных ископаемых в этом районе началась еще в 1854 году. Угольная компания Dominion начала работать в Нью-Уотерфорде в 1907 году, привлекая многих рабочих, в основном из ирландских и шотландских католиков. Название, вероятно, происходит от ирландского города Уотерфорд.
Нью-Уотерфорд получил статус города в 1913 году.
25 июля 1917 года 65 человек погибли в результате взрыва на угольной шахте № 12 в Нью-Уотерфорде.
Спрос на уголь достиг пика во время Второй мировой войны, после которой он конкурировал с нефтью, и с тех пор резко снижается. В результате угольная промышленность Нью-Уотерфорда пришла в упадок, и многие его жители переехали в другие районы страны в поисках работы.

### Взрыв шахты № 12
Утром 25 июля 1917 года на угольной шахте № 12 компании «Доминион» в Нью-Уотерфорде произошел взрыв. Взрыв произошел на глубине около 2000 футов. В то время в шахте работали 270 горняков.
Газ метан и угольная пыль, скопившиеся в шахте из-за плохой вентиляции, воспламенились, что привело к сильному взрыву. В результате самого взрыва погибли 62 горняка в возрасте от 14 до 65 лет, а также было получено множество других травм. Спасательные работы начались сразу после взрыва. На помощь пришли пожарные и горняки, в том числе из близлежащих шахт, закрытых после взрыва. 3 горняка, которые вошли в шахту для помощи в спасательных работах, погибли от воздействия газов.
В общей сложности 65 человек погибли из-за взрыва, что на сегодняшний день является самой страшной катастрофой для угледобывающей промышленности на острове Кейп-Бретон.

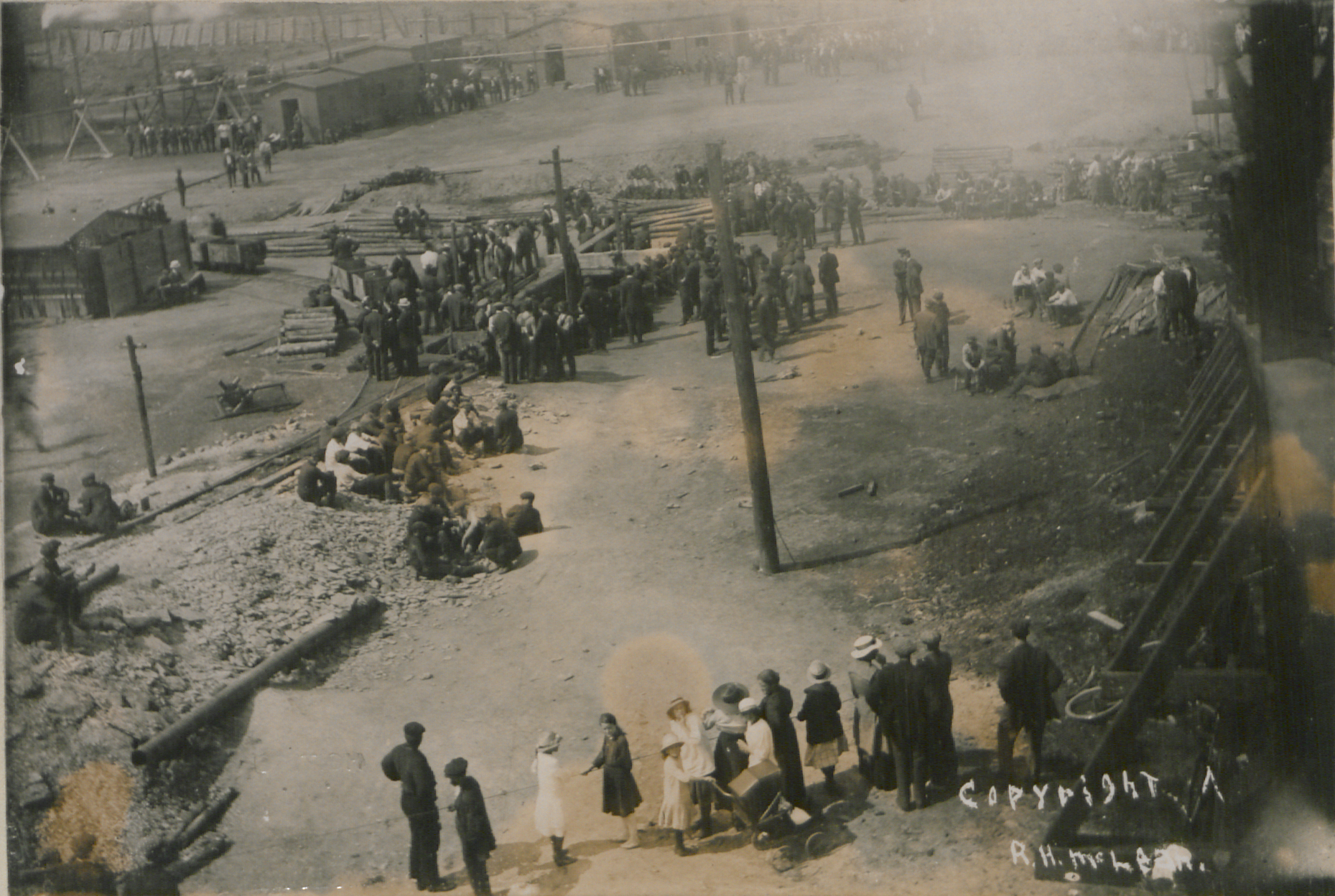
Катастрофа на шахте в Нью-Уотерфорде в Новой Шотландии

Компания Dominion Coal настаивала на том, что вентиляция в шахте находится в рабочем состоянии, несмотря на то, что многие горняки утверждали, что это не так и что в шахте скопился газ. Следствие начало изучать причину взрыва и установило, что компания Dominion Coal виновна в грубой халатности. Объединение горняков Новой Шотландии обвинило компанию в преступной халатности, а трех ее должностных лиц — в непредумышленном убийстве. Королевский прокурор по делу, ранее защищавший компанию Dominion, не представил никаких доказательств против компании. Председательствующий по делу также ранее работал от имени компании и поручил присяжным признать подсудимых невиновными.
В 1922 году был установлен памятник с именами и возрастом рабочих, погибших во время взрыва, в память о погибших и мужестве людей, которые помогали спасателям.

### Угольная забастовка 1925 г.
В 1920-х годах Британская имперская стальная компания контролировала большую часть угольных шахт Новой Шотландии. Из-за снижения мирового спроса на уголь и нереалистичных обещаний своим акционерам Besco намеревалась сократить заработную плату горняков и лишить их возможности объединяться в профсоюзы и бастовать. На протяжении 1920-х годов профсоюзы шахтеров конфликтовали с Besco в начале 20-х годов, когда полиция и вооруженные силы подавляли многочисленные забастовки.
В 1925 году переговоры по контракту провалились, и 6 марта горняки объявили забастовку, оставив небольшую рабочую силу, чтобы предотвратить затопление шахт и сохранить электростанцию в эксплуатации для города и больницы. Besco намеревался переждать забастовку, а не соглашаться с требованиями забастовщиков. К июню экономические последствия забастовки стали сильно ощущаться, поскольку семьи были на грани голодной смерти, рабочие, тем не менее, «выстояли». 4 июня полиция компании выгнала рабочих с электростанции и отключила воду и электричество в городе. 9 июня рабочие объявили полную забастовку. 11 июня большая группа горняков прошла маршем по заводу и была встречена полицией компании, которая открыла огонь по толпе, убив 38-летнего Уильяма Дэвиса и ранив несколько человек. Теперь полномасштабная разъяренная толпа горняков штурмовала завод и разрушила его. Горняки схватили 30 полицейских компании и отвели их в тюрьму. Через несколько дней после смерти Дэвиса горняки разграбили фирменные магазины и сожгли угольные шахты. Для восстановления порядка были вызваны солдаты канадских вооруженных сил. Это ознаменовало крупнейшее развертывание вооруженных сил для внутреннего конфликта со времен Северо-Западного восстания 1885 года.
25 июня Консервативная партия Новой Шотландии выиграла всеобщие выборы после 43 лет правления либералов и начала вести переговоры с Besco и забастовщиками. 5 августа было достигнуто соглашение, и рабочие снова вернулись на шахты.
Каждый год 11 июня шахтёры Новой Шотландии воздерживаются от работы в так называемом Дне памяти шахтера Уильяма Дэвиса, чтобы почтить память Уильяма Дэвиса, убитого полицией компании Besco, вместе со всеми шахтерами, погибшими на угольных шахтах Новой Шотландии.

## Экономика
| Год             | Численность |
| Город           |             |
| --------------- | ----------- |
| 1921            | 5,615       |
| 1931            | 7,745       |
| 1941            | 9,237       |
| 1951            | 10,423      |
| 1956            | 10,381      |
| 1961            | 10,592      |
| 1971            | 9,579       |
| 1981            | 8,808       |
| 1986            | 8,326       |
| 1991            | 7,695       |
| Городская черта |             |
| 2001            | 10,185      |
| 2006            | 9,661       |
| 2011            | 8,942       |
| 2016            | 7,344       |

Нью-Уотерфорд — это рыбацкий порт и бывший угледобывающий поселок, который в последние годы переживает экономический спад. Продолжаются усилия по оживлению экономики региона, включая медленное, но неуклонное увеличение рабочих мест в технологическом секторе. Многие жители зависели от угольной и сталелитейной промышленности, которые сейчас закрыты. Последняя местная шахта закрылась в 2001 году.

## Демография
Пожилые люди составляют непропорционально большое количество жителей города из-за давней проблемы безработицы и планов экономического развития правительства, которые были сосредоточены на поддержке старых приходящих в упадок отраслей. Это привело к ухудшению перспектив трудоустройства молодых рабочих, что привело к массовой миграции этих молодых рабочих из Нью-Уотерфорда в другие районы страны, где были возможности.

## Свисток в восемь тридцать
Ежедневно в 20:30 местная пожарная служба включает сирену. Это имеет долгую историю и продолжается по сей день. Изначально свисток предназначался для комендантского часа.

## В популярной культуре
Город был местом действия комедийного фильма о совершеннолетии 1999 года «Девушка из Нью-Уотерфорда».
«Девушка из Нью-Уотерфорда» — это черная комедия о Муни Потти, одаренном подростке, мечтающем о жизни за пределами своего маленького городка. Ее вдохновляет, когда в соседний дом переезжает 15-летняя девочка из Нью-Йорка. Действие фильма происходит в середине 1970-х годов, в нем участвуют многие местные актеры и в основном канадские актёры. Большинство сцен в фильме на самом деле были сняты в городе Норт-Сидни.
Канадская писательница Энн-Мари Макдональд поместила свой бестселлер № 1 «Упасть на колени» в Нью-Уотерфорд, действие которого происходит в начале 20 века.
Действие песни «Auction Days» канадского исполнителя Джона Брукса происходит в Нью-Уотерфорде и описывает социальный коллапс, вызванный гибелью людей на войне и в шахтах.

## События и праздники

### Дни угольной пыли
Coal Dust Days — это недельное общественное празднование, которое проходит примерно в третью неделю июля. Парад Дней угольной пыли, День Пламмер-авеню, тур по таверне и фейерверк — вот лишь некоторые из многих событий, которые проходят в течение недели.

### День Дэвиса
День Дэвиса — это память о смерти шахтера из Кейп-Бретона и отца 10 детей Уильяма Дэвиса. Он был застрелен службой безопасности угольной компании на озере Уотерфорд во время забастовки горняков 11 июня 1925 года. Дэвис не участвовал в акции протеста, которая приняла форму марша от электростанции компании (у озера Уотерфорд) и закончилась у железнодорожных путей между Дейли-роуд и Мэй-стрит. Он был застрелен вместе с двумя другими мужчинами, которые выжили. День Дэвиса также известен как День памяти горняков.

### Coal Bowl
Нью-Уотерфорд — это место проведения ежегодного баскетбольного турнира Coal Bowl Classic, в котором участвуют команды со всей Канады, чтобы принять участие в недельном мероприятии. Турнир, впервые проведенный в 1982 году, проходит в Бретонском образовательном центре в начале февраля. В 2009 году Breton Education Centre Bears выиграл турнир, впервые сняв «проклятие Угольной чаши».